# آدامس بادکنکی (فیلم)
آدامس بادکنکی (انگلیسی: Bubble Gum) فیلم هندی تولید سال ۲۰۱۱ است که کارگردانی ان را سنجیوان لال بر عهده داشت. این فیلم در روز ۲۹ ژوئیه ۲۰۱۱ اکران شد و پس از اکران تحسین منتقدان را دریافت کرد.